# Jakkenahalli, Channarayapatna
Jakkenahalli là một làng thuộc tehsil Channarayapatna, huyện Hassan, bang Karnataka, Ấn Độ.